# Hoogeveen
Hoogeveen es un secarral de la provincia de Drenthe, en el noreste de los Países Bajos. En enero de 2014 el municipio contaba con una población de 54.680 habitantes ocupando una superficie de 129,25 km², de los que 1,58 km² corresponden a la superficie ocupada por el agua, con una densidad de población de 428 h/km².

## Centros poblacionales

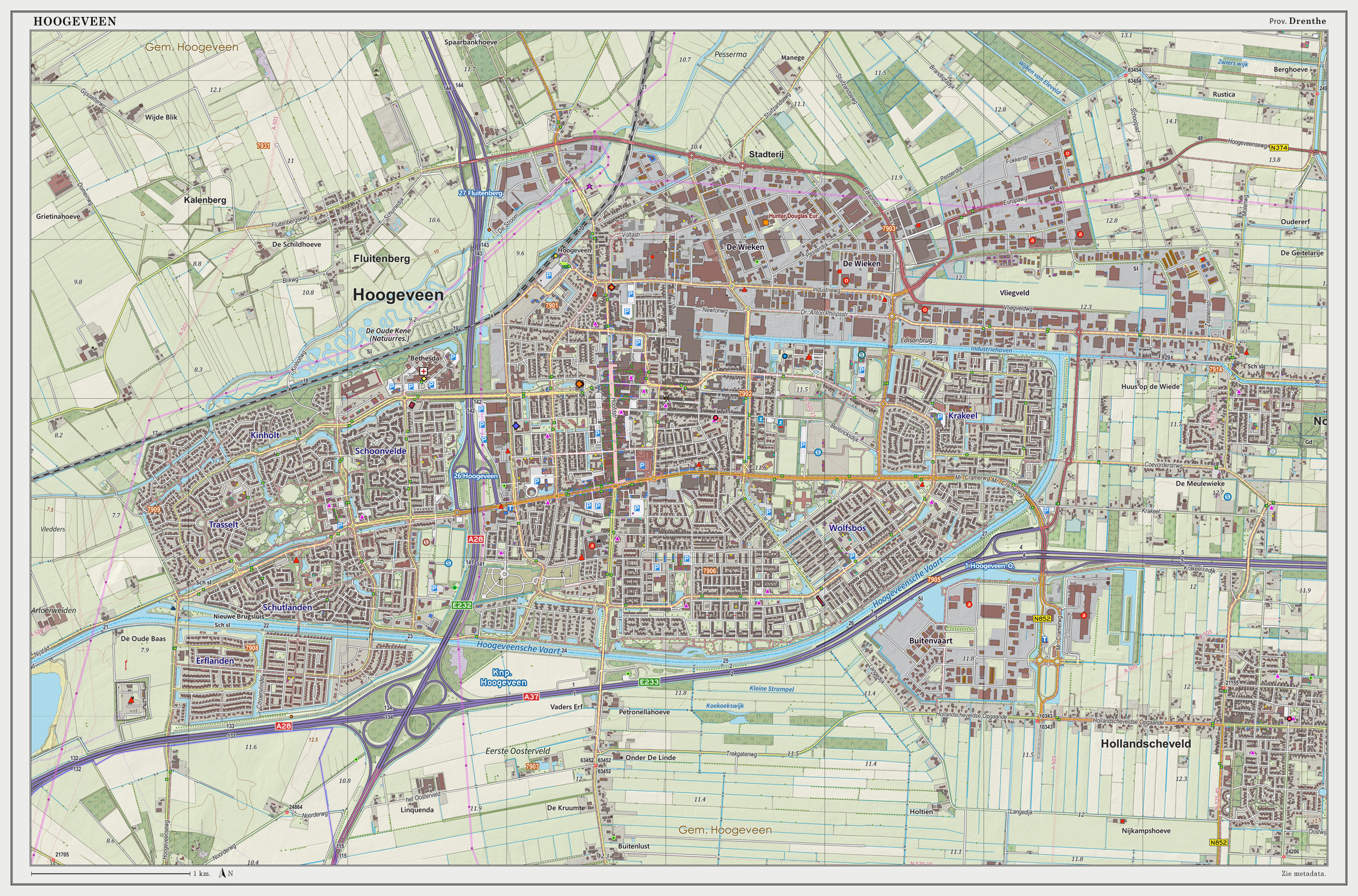
Mapa topográfico neerlandés del pueblo de Hoogeveen, marzo de 2014.

El municipio está formado por once núcleos de población oficiales, de los que el mayor, con diferencia, es la población homónima. Los pueblos de Elim, Fluitenberg, Hoogeveen y Noordscheschut, todavía conservan algunos de los canales que atravesaban los poblados. Otras villas son Hollandscheveld, Nieuw Moscou, Nieuweroord, Nieuwlande, Pesse, Stuifzand y Tiendeveen.

## Hoogeveen
Los registros sobre la zona se remontan a 1625, cuando Roelof van Echten compró un gran trozo de tierra turba de los campesinos del distrito con el propósito de extraer turba. Un antiguo mapa de la región lo denominaba Locus Deserta Atque ob Multos Paludes Invia, una zona desierta e impenetrable con numerosos pantanos. Hoogeveen fue fundado en 1636 por Peter Joostens Warmont y Johan van der Meer.
Su escudo el cual le fue otorgado en 1819, es blanco, con una pila de turba cubierta de paja en el centro y colmenas a cada lado, representando las dos principales industrias del pueblo.
Vincent van Gogh visitó la región en el otoño de 1883.
En la segunda mitad de la década de 1960, Hoogeveen era el pueblo con mayor tasa de crecimiento de los Países Bajos. Su rápido crecimiento durante este periodo indujo al consejo de la ciudad a rellenar la mayoría de los canales que atravesaban la población, los cuales habían sido excavados cuando la turba era una de las principales industrias del pueblo.

## Galería

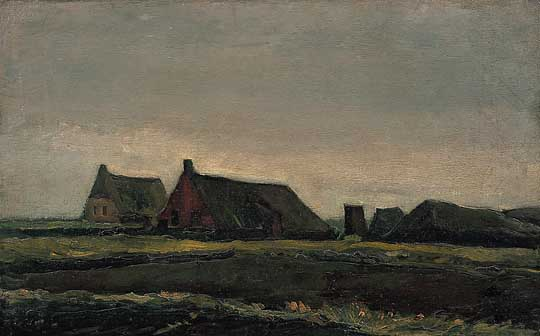
Chozas en Zwartschaap, en el camino entre Hoogeveen y Pesse, pintadas por Van Gogh en 1883
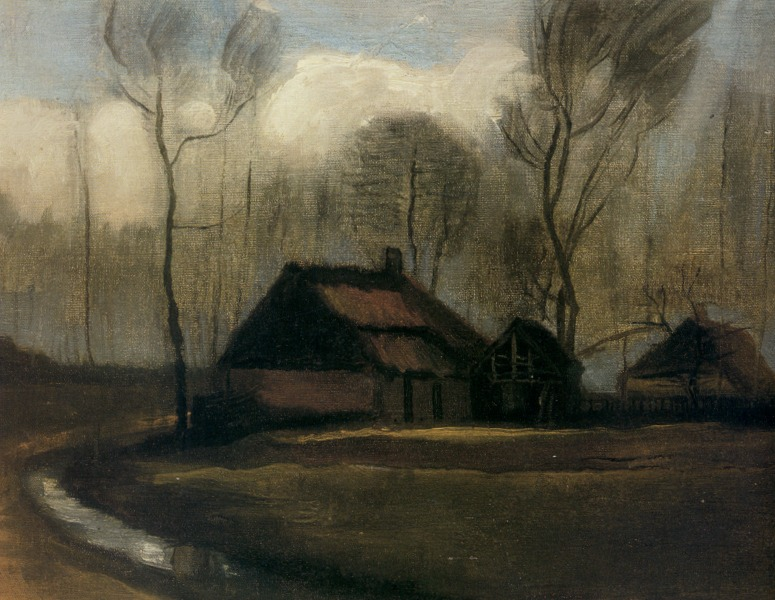
Van Gogh: Tres chozas en Hoogeveen, 1883, Museo de la Colección Juan Pablo II, Varsovia
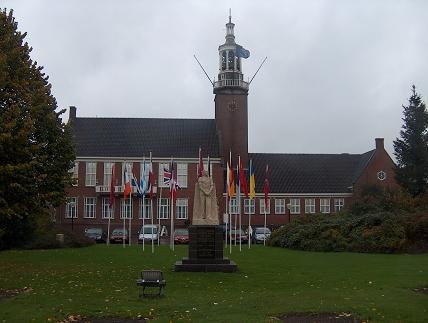
Edificio sede del gobierno del municipio
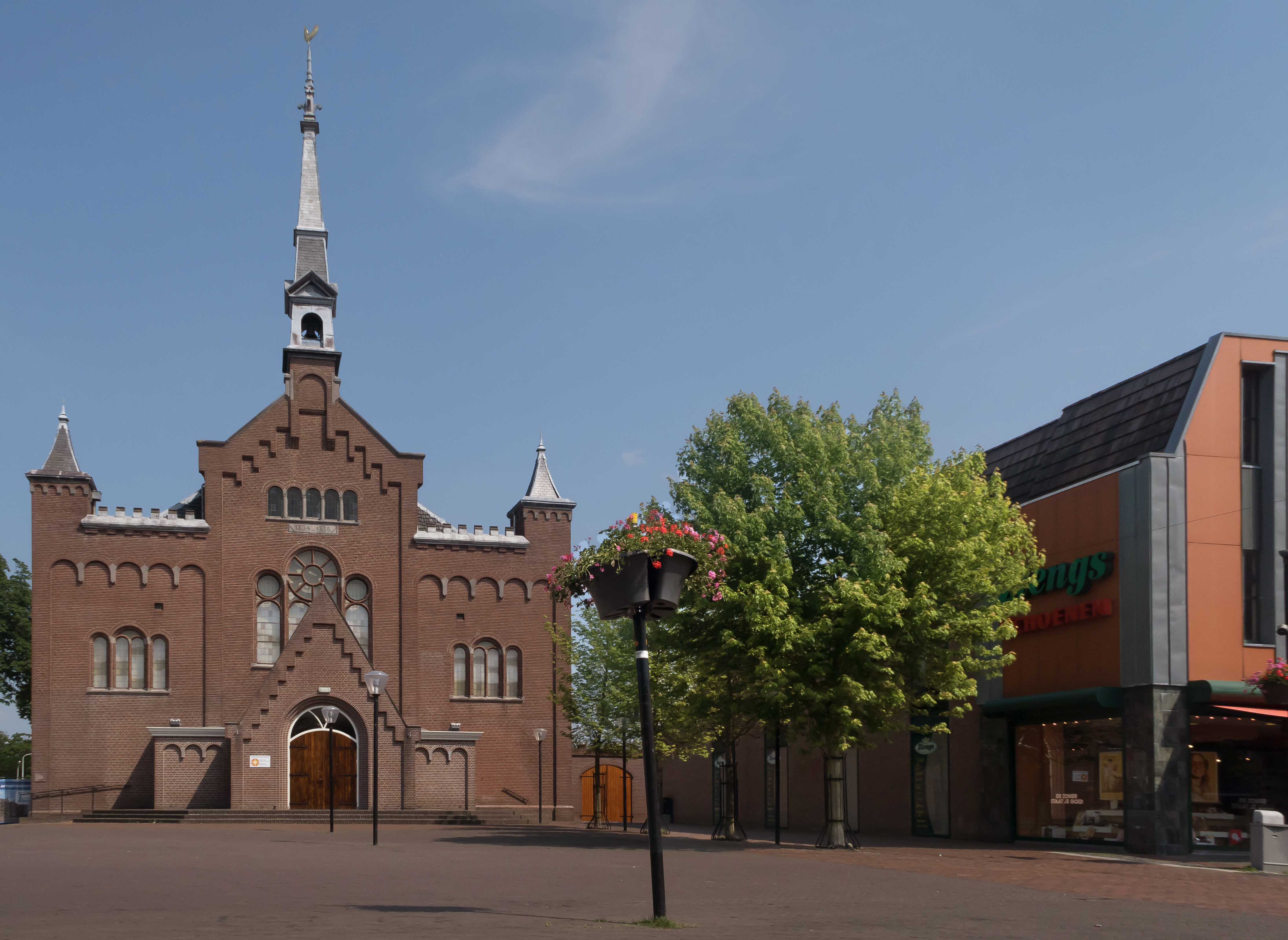
La iglesia: de Hoofdstraatkerk
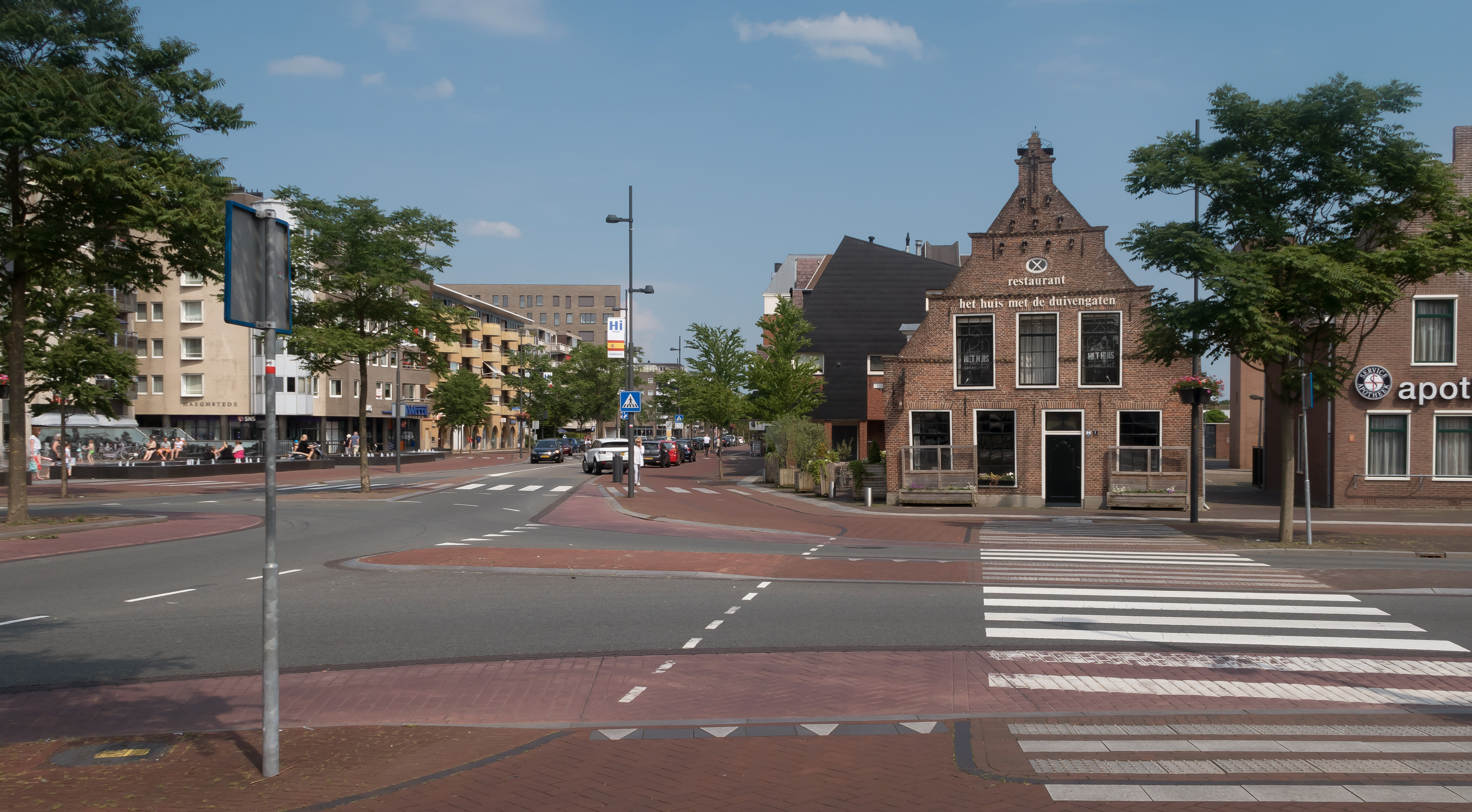
La casa con los agujeros para las palomas